# TWA-vlucht 128
TWA-vlucht 128 is een geplande routine-passagiersvlucht met een Convair 880 (registratienummer N821TW) van Trans World Airlines van Los Angeles naar Boston, met een tussenstop in Cincinnati en Pittsburgh, op 20 november 1967. Op die datum crashte het toestel op eind-nadering naar vliegveld Great Cincinnati; 70 van de 82 mensen aan boord van het vliegtuig zijn overleden.
Dit was het zesde verlies van een Convair 880 en op dat moment het ergste ongeval met dit type toestel, en de op 11 na grootste luchtvaartramp in de Verenigde Staten.

## Crash
TWA-vlucht 128 vertrok om 17:37 uur (Eastern Standard Time) van Los Angeles en vloog zonder problemen naar Cincinnati. Aanvankelijk was gepland gebruik te maken van het Instrument Landing System (ILS) op eind-nadering naar vliegveld Greater Cincinnati, landingsbaan 18. Het buitenste markeringsbaken was operationeel, maar het middelste markeringsbaken, glide slope en landingsbaan-eind-nadering-lichten waren niet operationeel. Onder deze omstandigheden zou de juiste procedure zijn om een minimale naderingshoogte van 390 meter (1.290 voet) boven zeeniveau aan te houden totdat de piloten visueel contact maken met de landingsbaan.
Om 20:56 EST rapporteerde vlucht 128 de buitenste marker te zijn gepasseerd, en kreeg het toestel toestemming om te landen. De bemanning van de vlucht startte toen met de afdaling en begon met het uitvoeren van hun laatste landingschecklist. Terwijl ze op eindnadering waren daalde het vliegtuig naar een hoogte van 267 meter (875 voet), waar het voor het eerst bomen raakte. De eerste impact werd door een passagier omschreven als een harde landing; gevolgd door een serie van harde stoten tot de uiteindelijke impact. De uiteindelijke positie van het vliegtuig was in een bosrijke omgeving 2 kilometer verwijderd van de landingsbaan, waar het toestel uit elkaar scheurde en in brand vloog.
Van de 82 mensen aan boord van het vliegtuig overleden 60 mensen tijdens de crash, en nog 10 andere stierven in de dagen na de crash. Twaalf personen (twee leden van de bemanning en tien passagiers, waaronder een 15 maanden oude baby, een 2 jaar oud meisje haar 5 jaar oude broertje) overleefden de crash met lichte verwondingen. Een van de overlevenden vertelde dat het vliegtuig recht voor hem openscheurde. Hij stapte uit en liep van het wrak vandaan kort voordat het ontplofte.

## Nasleep

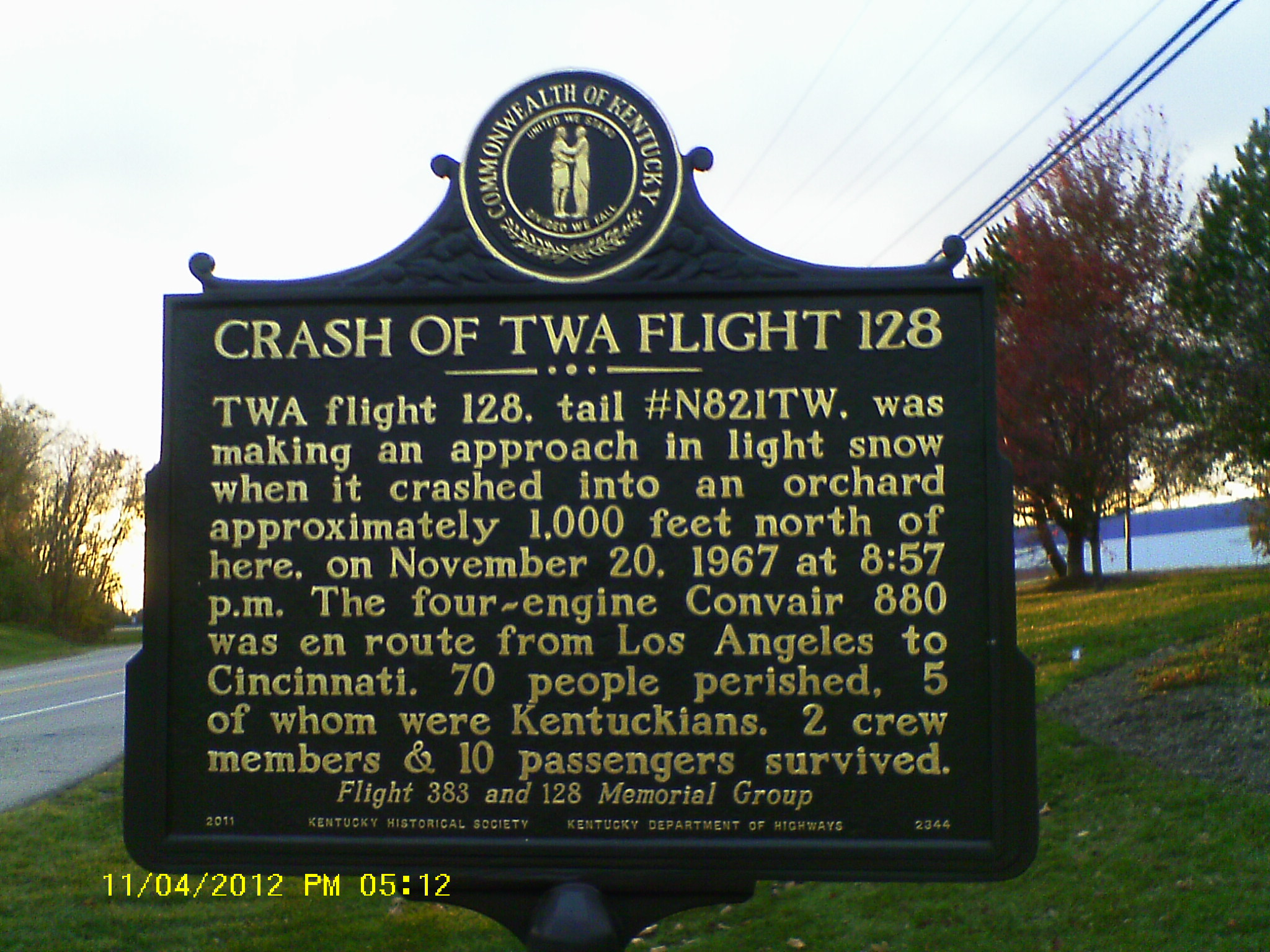
TWA-vlucht 128 Markering in Hebron, KY

De National Transportation Safety Board (NTSB) onderzocht het ongeval. De onderzoekers hebben vastgesteld dat de meest waarschijnlijke oorzaak een menselijke fout is geweest van de bemanning, tijdens de poging om een visuele no-glide-slope eind-nadering te proberen tijdens nacht en desoriënterende weersomstandigheden, zonder adequate hoogtemeter.
De gouverneur van Ohio, Jim Rhodes, had eerder verzocht baan 18 te sluiten, maar dat was nooit serieus overwogen, omdat het vliegveld in Kentucky gelegen is.